# Стави (заказник)
Стави́ — орнітологічний заказник місцевого значення в Україні. Розташований у Золотоніському районі Черкаської області, в районі сіл Маліївка, Кропивна, Хрущівка, Зорівка. 
Площа 33 га. Як об'єкт природно-заповідного фонду створено рішенням Черкаської обласної ради від 08.04.2000 року № 15-4. Землекористувачі або землевласники, у віданні яких перебуває заповідний об'єкт,— Золотоніська, Вознесенська та Зорівська громади.

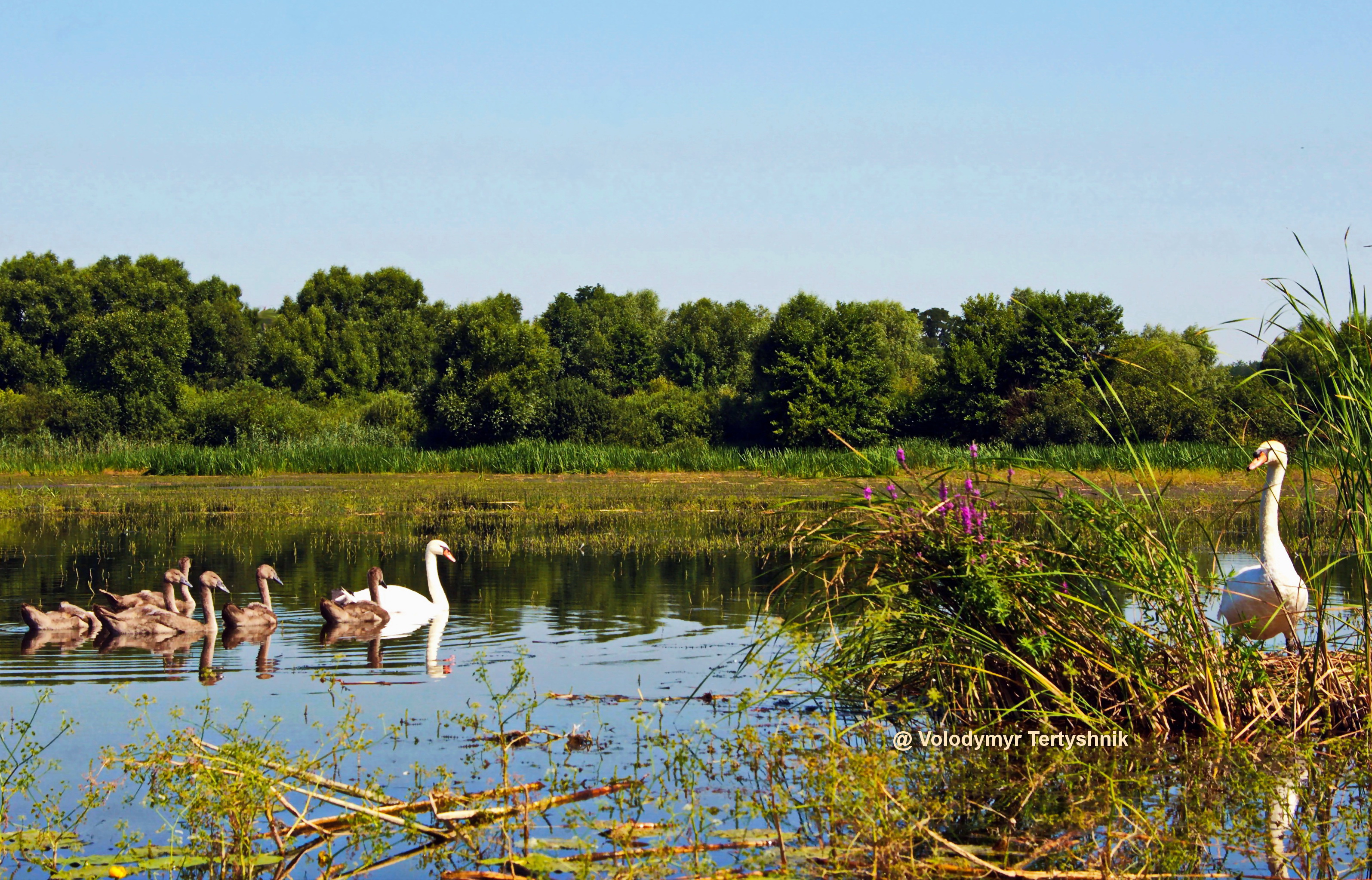
Сім'я лебедів на р. Кропивна

## Галерея

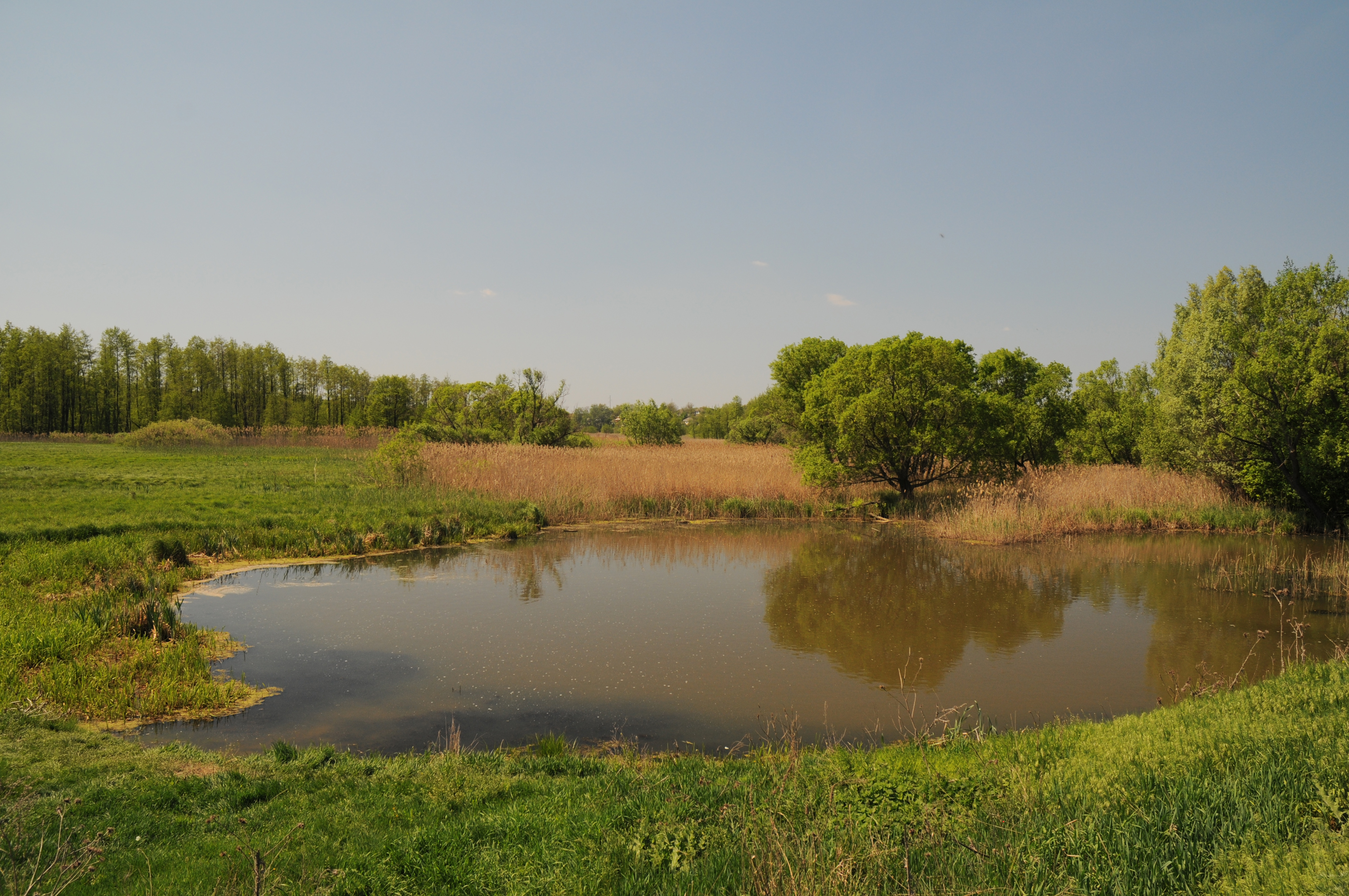
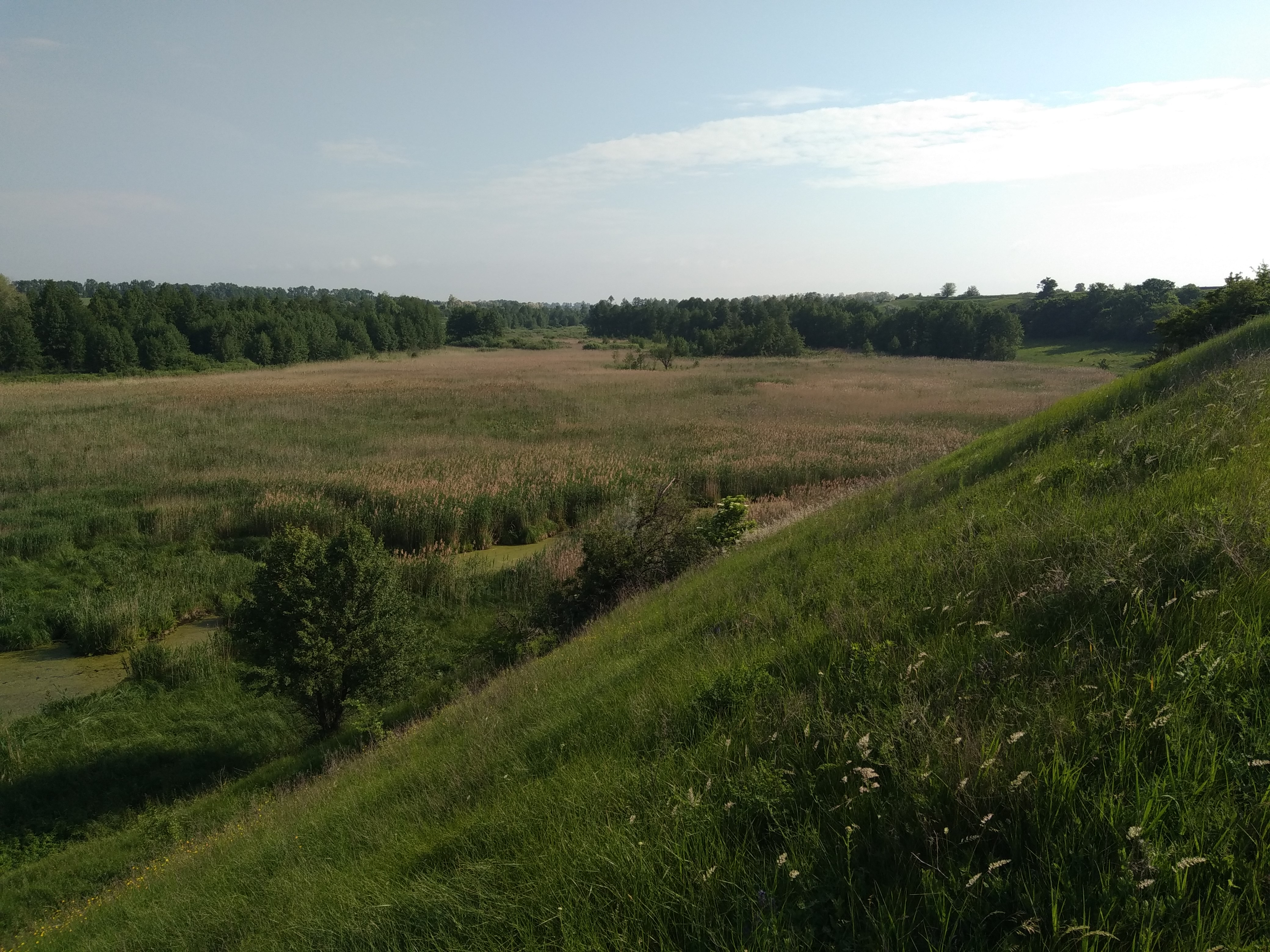
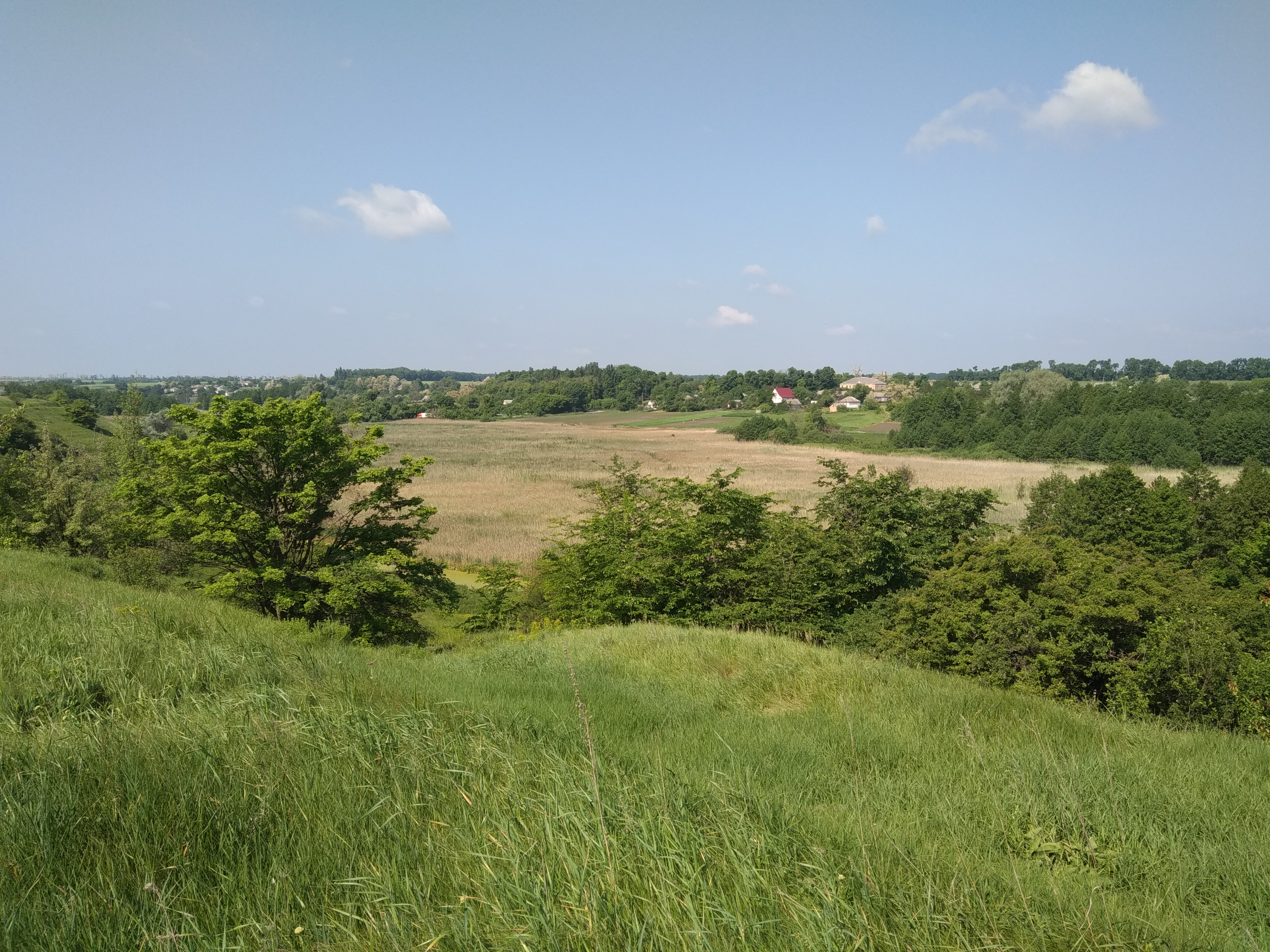
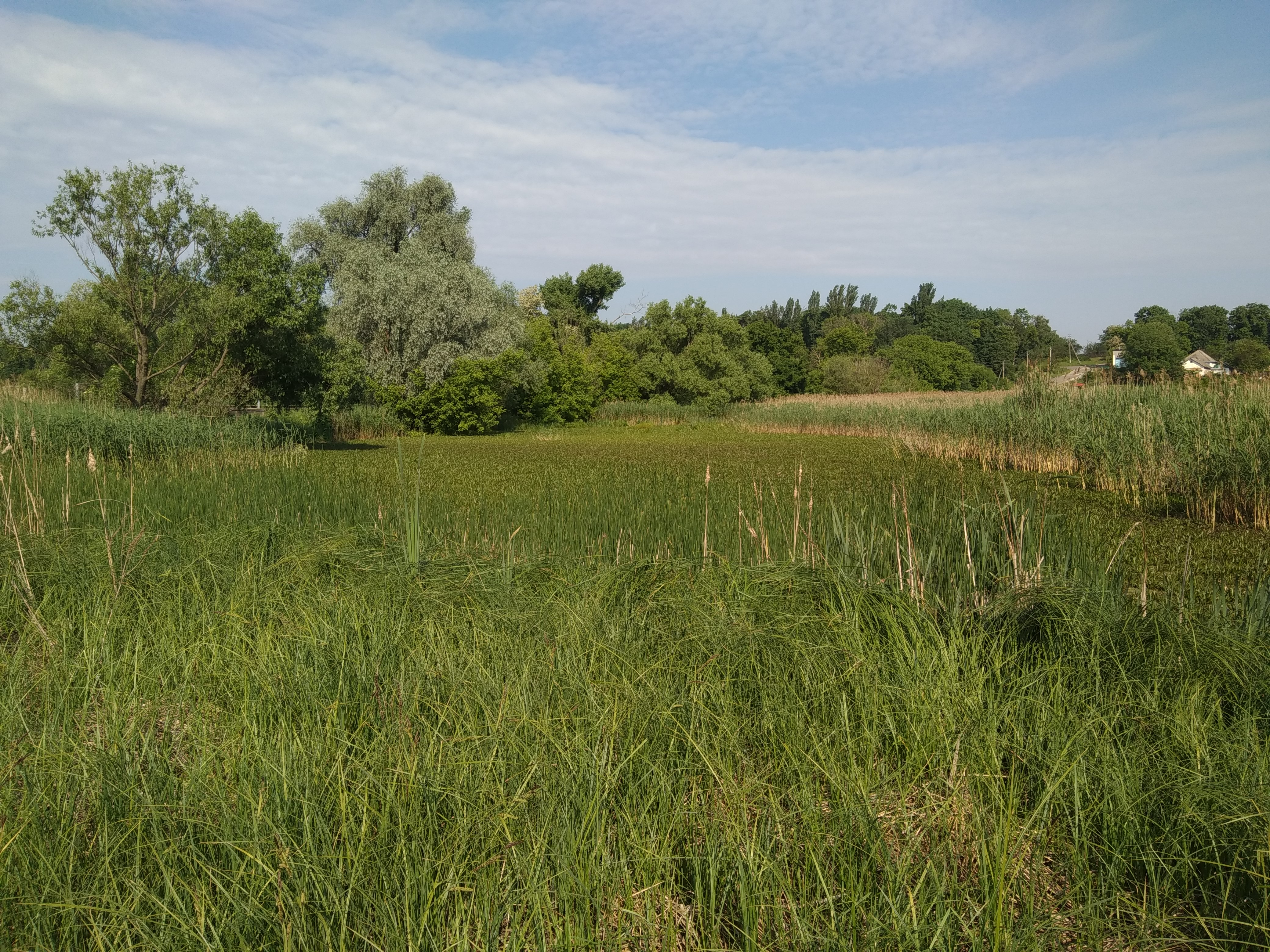
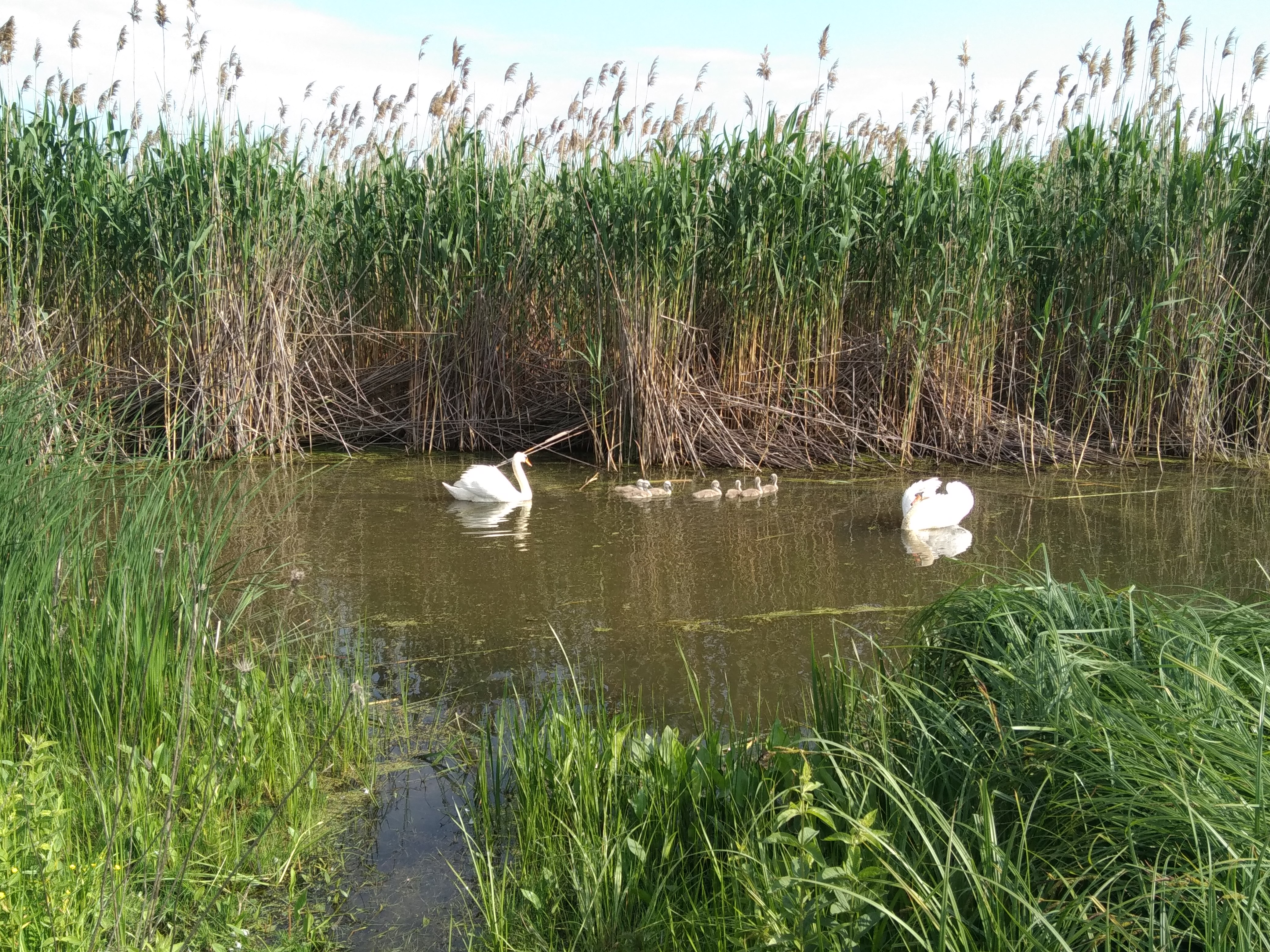
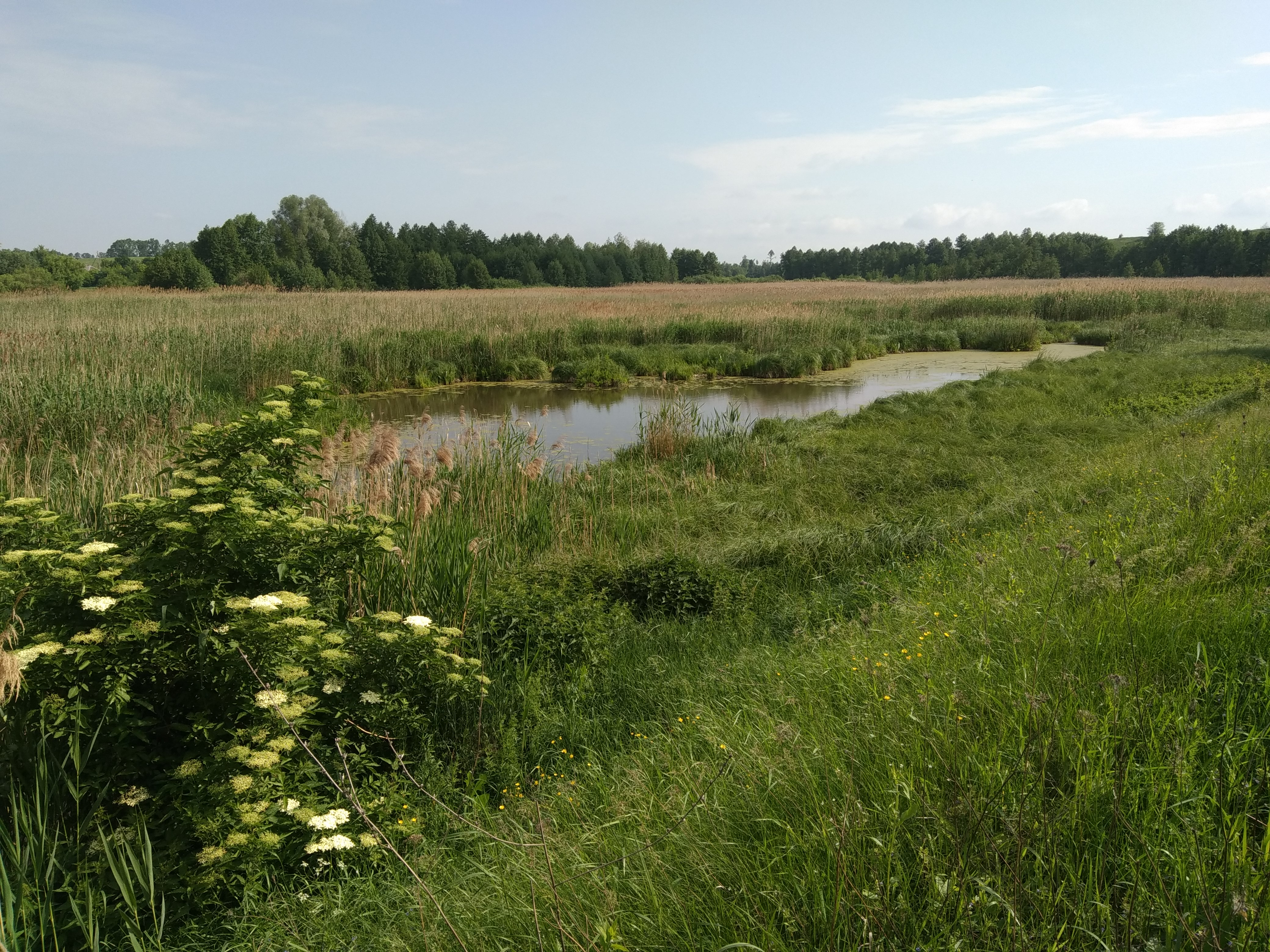
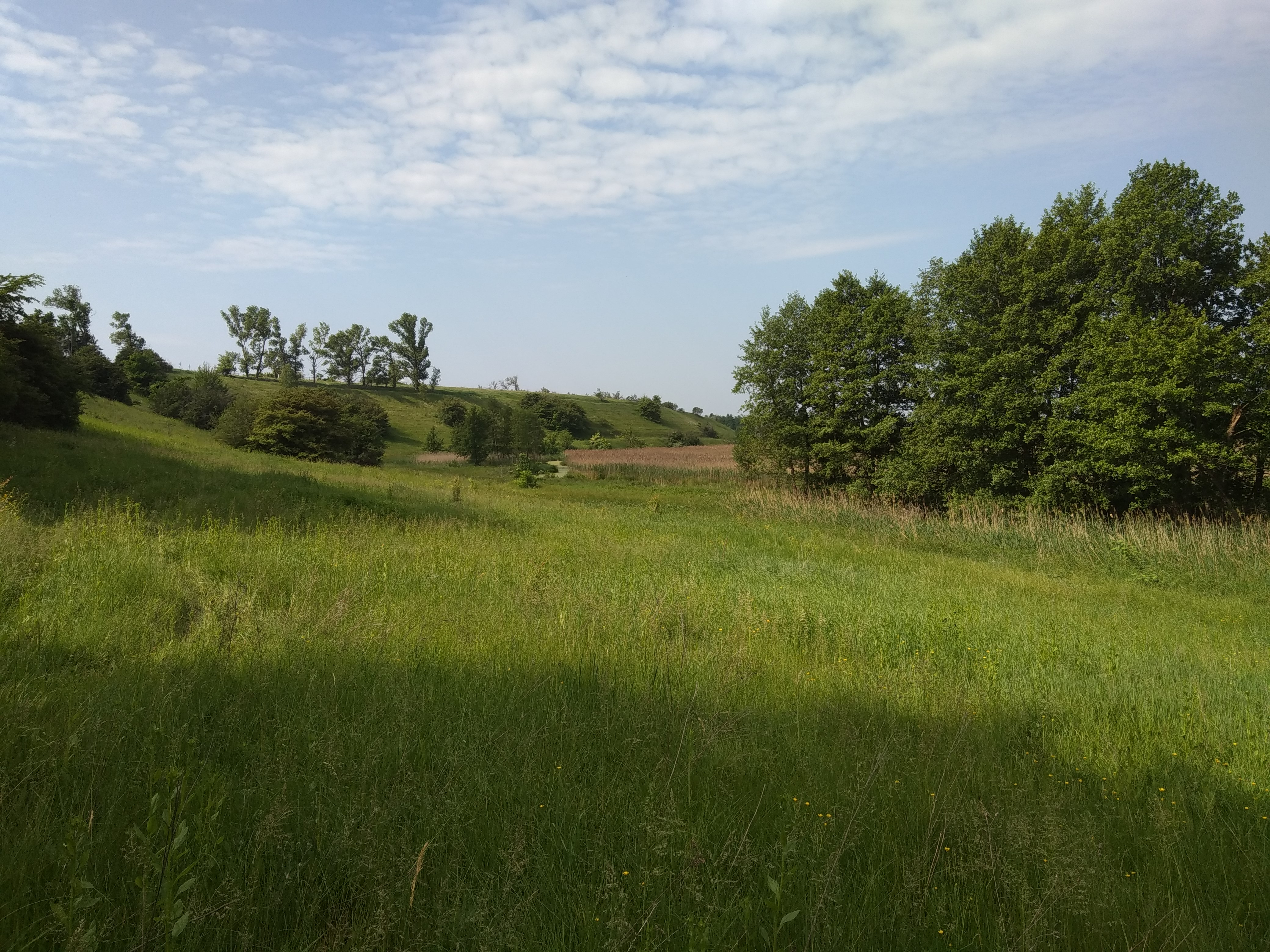
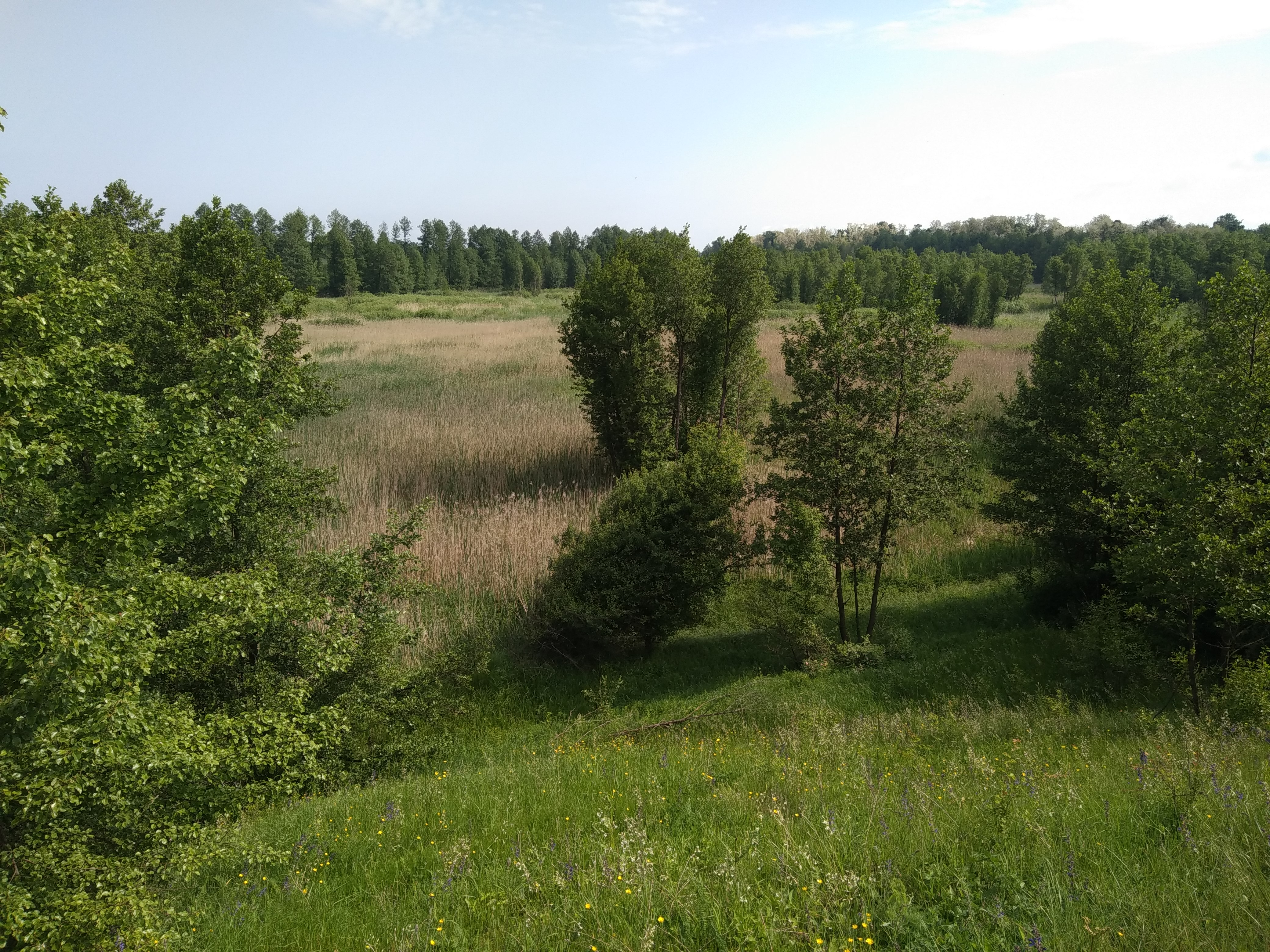
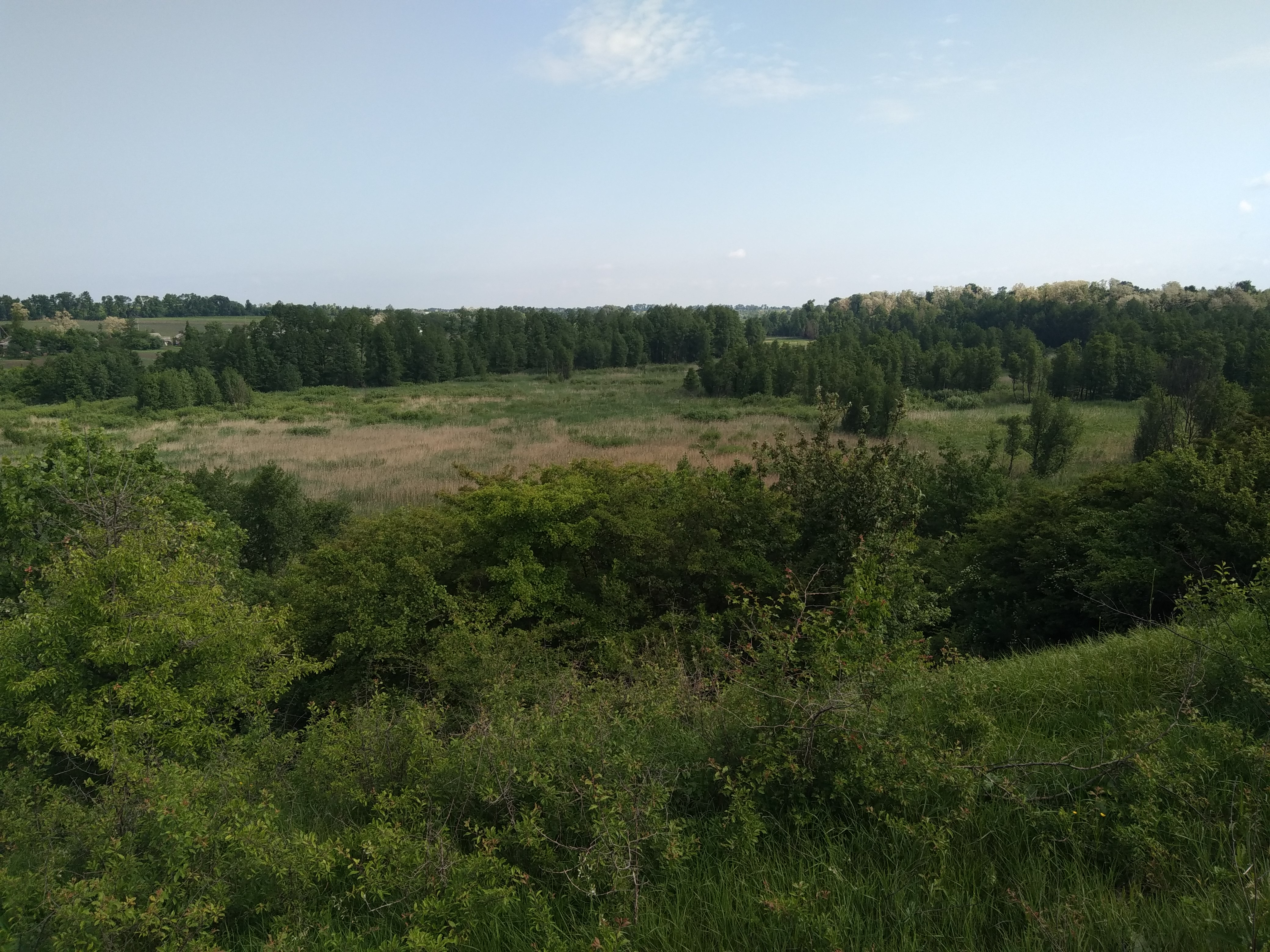

## Опис
Розташований у долині річки Кропивна. Це система ставків, на яких гніздяться водно-болотні птахи — лебідь-шипун, крижень, лиска, курочка водяна, крячок чорний та інші. 